# Usagi Yojimbo Role-Playing Game
Usagi Yojimbo Role-Playing Game är ett amerikanskt rollspel, baserat på Stan Sakais tecknade serie Usagi Yojimbo. Spelet är skrivet av Jason Holmgren och Pieter van Hiel, och gavs ut av Sanguine Productions under 2005.
Rollspelet utspelar sig i en fantasyversion av Japan under Tokugawa-shogunatet (början av 1600-talet) och använder sig av ett regelsystem som påminner mycket om systemen i Sanguine Productions andra rollspel: Ironclaw, Jadeclaw och Albedo: Platinum Catalyst.
Förutom på engelska finns en spansk översättning av spelet som släpptes i oktober 2006.